# Kyurdamir (quận)
Kyurdamir (tiếng Azerbaijan:Kürdəmir) là một quận thuộc Azerbaijan. Dân số thời điểm năm 2012 là 92230 người.